# Quadro de medalhas de natação na Universíada de Verão de 1970

## Quadro de medalhas
| Ordem | País                   | Medalha de ouro | Medalha de prata | Medalha de bronze |    |
| ----- | ---------------------- | --------------- | ---------------- | ----------------- | -- |
| 1     | USA Estados Unidos     | 18              | 11               | 6                 | 34 |
| 2     | URS União Soviética    | 3               | 7                | 4                 | 14 |
| 3     | YUG Iugoslávia         | 2               | 1                | 1                 | 4  |
| 4     | JPN Japão              |                 | 2                | 3                 | 5  |
| 5     | GBR Grã-Bretanha       |                 |                  | 4                 | 4  |
| 6     | FRG Alemanha Ocidental |                 |                  | 2                 | 2  |
| 7     | CAN Canadá             |                 |                  | 1                 | 1  |
|       | POL Polônia            |                 |                  | 1                 | 1  |